# Hypophthalmichthys molitrix
La carpa asiatica o carpa argento o temolo russo (Hypophthalmichthys molitrix) è un pesce d'acqua dolce della famiglia Cyprinidae.

## Distribuzione e habitat
Questa specie è originaria dell'Estremo Oriente (Cina meridionale e Siberia sudorientale) ed è stata introdotta da molti anni in Europa.

Vive in acque ferme o poco correnti, ricche di piante acquatiche e di fitoplancton, di cui si nutre. È frequente nei laghi, dove non si avvicina quasi mai alle sponde, vivendo soprattutto nelle acque aperte.

## Descrizione
Si tratta di un pesce molto caratteristico, con corpo appiattito lateralmente e pinne ampie. La caratteristica più notevole consiste nella bocca, che è molto ampia e rivolta verso l'alto e negli occhi, che sono inseriti molto in basso, vicino alla bocca. Le squame sono piccolissime. Sul ventre è presente una carena di squame dure.

Il colore è verdastro argenteo su dorso e fianchi, argentato sul ventre; le pinne sono chiare.

Raggiunge e supera il metro di lunghezza per un peso che può superare i 25 kg.

## Alimentazione
Si ciba esclusivamente di fitoplancton che filtra attraverso le branchiospine.

## Riproduzione
Avviene nella tarda primavera, epoca in cui gli esemplari risalgono i corsi d'acqua e depongono uova pelagiche (caso molto raro nei pesci d'acqua dolce) che si schiudono dopo circa una settimana. Una femmina può deporre diverse centinaia di migliaia di uova.

La riproduzione avviene in natura solo nel suo areale d'origine, in Europa la specie non riesce a deporre le uova in maniera efficace e la sua persistenza nelle acque libere (al pari che quella dell'amur) dipende esclusivamente dalle immissioni.

## Pesca
È spesso oggetto di acquacoltura, soprattutto in Cina e nell'Europa orientale. Viene spesso immessa anche nei laghetti per la pesca sportiva e viene catturata con le tecniche del carpfishing e della pesca a fondo utilizzando esche vegetali come impasti, mais e boilies. Le carni sono buone, simili a quelle della carpa.

## Specie affini

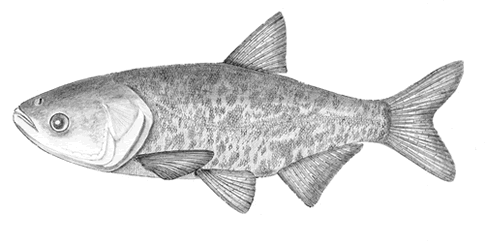
Hypophthalmichthys nobilis

La carpa macrocefala o carpa testa grossa (Hypophthalmichthys nobilis o Aristichthys nobilis) è molto simile alla carpa argentata, con la quale è peraltro spesso confusa, per quanto riguarda i caratteri biologici e morfologici; se ne può distinguere, tuttavia, per le pinne, per la bocca e per gli occhi più grandi, che risultano essere più grandi, e per il colore, che è più variegato e che dà sui toni del bruno, oltre che per le pinne scure. Anche questo pesce è stato introdotto in Europa.